# Iglesia de San Francisco (Talavera de la Reina)
La iglesia de San Francisco es un templo católico de estilo herreriano ubicado en la ciudad española de Talavera de la Reina. El edificio, cuya construcción se remonta al siglo XVI, cuenta con el estatus de bien de interés cultural.

## Descripción
Este templo es de planta rectangular y formada por yardos cuerpos en torno a un patio, los laterales opuestos más altos y los frontales más bajos. Cubiertos de teja curva a cuatro y dos aguas.está diseñada por una planta latina con un altar, tiene varias imágenes de vírgenes y santos, y un espacio dedicado a Francisco de Asís. Destaca su viacrucis de cerámica de Francisco Arroyo. Fue declarado bien de interés cultural el 30 de marzo de 1993.